# Betriebsrisiko
Betriebsrisiko ist ein Begriff aus der Betriebswirtschaftslehre und ein unbestimmter Rechtsbegriff, der bei Unternehmen aus dem Unternehmerrisiko und operationellen Risiko besteht und sich in der Gefahr des Arbeitsausfalls äußert.

## Allgemeines
Unternehmen sind einer Vielzahl von Risiken ausgesetzt. Diese Risiken können aus technischen, wirtschaftlichen oder rechtlichen Gründen entstehen und zu Betriebsstörungen führen, durch die es zu Produktionsausfällen kommen kann. Dieser Bereich ist ein Untersuchungsgegenstand der Betriebswirtschaftslehre, die sich mit den Arten, den Folgen und der Vermeidung betrieblicher Risiken auseinandersetzt. Das Arbeitsrecht befasst sich im Rahmen der Betriebsrisikolehre mit den Auswirkungen von Betriebsstörungen auf die Arbeitnehmer.

## Betriebsrisiko in der Betriebswirtschaftslehre
Das Betriebsrisiko ist das Risiko, dass ein Unternehmen seine Produkte und Dienstleistungen aus betrieblich-technischen, wirtschaftlichen oder zwingend rechtlichen Gründen nicht oder nicht rechtzeitig oder fehlerhaft erbringen kann. Die Group of Thirty beschreibt das Betriebsrisiko als „die Gefahr von Verlusten aufgrund inadäquater Systeme und Kontrollmechanismen, menschlichem Versagen oder Management-Fehlern“. Bei den unter das Betriebsrisiko fallenden Betriebsstörungen handelt es sich stets um Fälle, bei denen der Arbeitsvorgang selbst aus betriebstechnischen Gründen gestört ist. Die Betriebswirtschaftslehre neigt dazu, im Betriebsrisiko nur noch das operationelle Risiko zu sehen. Danach sind Betriebsrisiko alle Gefahren, die durch Fehler in internen Prozessen entstehen, „sei es durch menschliches Versagen, Prozess- und Verfahrensfehler oder Systemfehler“. Es gilt, innerbetriebliche Schwachstellen aufzudecken, um Schäden zu verhindern. Neben diesen internen Gefahren können auch externe Ereignisse wie Stromausfall, Terroranschläge oder Naturkatastrophen zum Betriebsrisiko werden.

## Betriebsrisiko im Arbeitsrecht
Die arbeitsrechtliche Betriebsrisikolehre beschäftigt sich mit der Frage, ob der Arbeitnehmer das vereinbarte Arbeitsentgelt auch dann beanspruchen kann, wenn er ohne eigenes Verschulden seine Arbeitsleistung nicht erbringen konnte. Zentrale arbeitsrechtliche Vorschrift ist § 615 Satz 3 BGB, wonach regelmäßig der Arbeitgeber das Risiko des Arbeitsausfalls trägt und der Arbeitnehmer auch ohne Arbeitsleistung seinen Vergütungsanspruch behält.

## Vermeidung von Betriebsrisiken
Einzelne Teilrisiken des Betriebsrisikos können durch den Abschluss einer Versicherung (etwa eine Betriebsunterbrechungsversicherung, Feuerversicherung) überwälzt werden. Betriebliche Maßnahmen wie etwa ein eigener Hochwasserschutz oder die Einrichtung eines betrieblichen Risikomanagements können ebenfalls zur Risikominimierung führen. Dazu zählen beispielsweise Notfallplanungen, Redundanzen wie doppelte Datensicherungen oder Maßnahmen zur Unfall- und Brandverhütung.